# Armenska cerkvena arhitektura
Armenska cerkvena arhitektura je arhitekturni slog armenskih cerkvenih stavb, ustvarjen od apostolske dobe krščanstva v Armenskem višavju v 1. stoletju. Razvit je bil v zadnjih 1900 letih. Po besedah profesorja Dickrana Kouymjiana (doktorata armenskih študij na Univerzi Columbia) je edinstven nacionalni slog armenske cerkvene arhitekture nastal v poznem 6. ali zgodnjem 7. stoletju in verjetno postal prvi nacionalni slog v krščanski arhitekturi, veliko preden so bili oblikovani bizantinski, romanski in gotski ali manj znani etiopski, skandinavski in slovanski slogi.

## Značilnosti
Uvedba krščanstva kot uradne armenske vere leta 300 je omogočila nov razvoj v armenski arhitekturi. Prve armenske cerkve so bile zgrajene po ukazu svetega Gregorja Razsvetitelja in so bile pogosto zgrajene nad poganskimi templji, pri čemer posnemajo nekatere vidike armenske predkrščanske arhitekture. Armenske cerkve imajo zlasti več skupnih značilnosti:
- Koničaste kupole, ki spominjajo na vulkanski stožec Velikega Ararata. Stožčasta ali polkonična radialno segmentirana kupola je nameščena nad obokanimi stropi na valjastem bobnu (na zunanji strani običajno mnogokoten, najpogosteje osmerokoten).[3]
- Navpični poudarek celotne zgradbe, pri čemer višina pogosto presega dolžino cerkve.
- Okrepitev navpičnosti z visokimi, ozkimi okni.
- Kamniti obokani stropi.
- Skoraj v celoti sestavljena iz kamna, običajno vulkanskega lehnjaka ali bazalta.
- Kompozitna streha iz fino rezanih lehnjakovih skodel.
- Freske in rezbarije, če so prisotne, so običajno okrašene in vključujejo vrtinčasto prepletanje vinske trte in listja.
- Močna uporaba visokih strukturnih lokov, tako za podporo kupole kot dela bobna, obokanega stropa in navpičnih sten.
- Strehe, ki se sekajo, da podpirajo kupolo, tako v bazilikah kot v cerkvah s centralnim tlorisom.
- Kiparska dekoracija zunanjih sten, vključno s figurami.

## Klasifikacija armenskih cerkev
V mejah omenjenih skupnih značilnosti se posamezne cerkve precej razlikujejo, kar lahko odraža čas, kraj in ustvarjalnost njenega snovalca. Toros Toramanian je med preučevanjem teh različic v začetku 20. stoletja razlikoval naslednje klasične sloge:
| Slog                             | Armenska terminologija                    | Primer                |
| -------------------------------- | ----------------------------------------- | --------------------- |
| Bazilika                         | Bazilik (Բազիլիկ)                         | Jererujk              |
| Kupolasta bazilika               | Gmbetakir bazilik (Գմբեթակիր բազիլիկ)     | Tekorska bazilika     |
| Križast                          | Edžmiacnatip (Էջմիածնատիպ)                | Ečmiadzinska stolnica |
| Vertikalno poudarjen pravokotnik | Oughatzig karankiun (Ուղղագիծ քառանկյուն) | Cerkev sv. Gajane     |
| Žarkast                          | Šaṙavighajin (Շառավիղային)                | Cerkev sv. Hripsime   |
| Krožen                           | Zvartnocatip (Զվարթնոցատիպ)               | Stolnica Zvartnoc     |